# Saison 2013 de l'équipe cycliste Vacansoleil-DCM
La saison 2013 de l'équipe cycliste Vacansoleil-DCM est la neuvième de cette équipe. L'équipe disparaît à l'issue de cette saison.

## Préparation de la saison 2013

### Sponsors et financement de l'équipe
La chaîne de camping Vacansoleil est sponsor principal de l'équipe depuis 2009. L'entreprise DCM, « n°1 belge de la fabrication d’engrais écologiques et de jardinage », est devenu co-sponsor en 2011. Ces deux sociétés se sont engagés en fin d'année 2010 dans un partenariat prenant fin avec cette saison 2013,. En mai 2013, elles annoncent qu'elles ne prolongent pas leur engagement dans le cyclisme,. Faute de nouveau sponsor, l'équipe disparaît à la fin de cette année 2013. Le budget de l'équipe pour cette dernière saison s'élève à environ 8 millions d'euros.
L'équipe Vacansoleil-DCM est fournie par les cycles Bianchi depuis 2012.

### Arrivées et départs
| Arrivées            | Équipe 2012                  |
| ------------------- | ---------------------------- |
| Grega Bole          | Lampre-ISD                   |
| Juan Antonio Flecha | Sky                          |
| Wesley Kreder       | Rabobank Continental         |
| José Rujano         | Androni Giocattoli-Venezuela |
| Boy van Poppel      | UnitedHealthcare             |
| Danny van Poppel    | Rabobank Continental         |
| Willem Wauters      | Lotto-Belisol U23            |

| Départs          | Équipe 2013                |
| ---------------- | -------------------------- |
| Matteo Carrara   | retraite                   |
| Stefan Denifl    | IAM                        |
| Stijn Devolder   | RadioShack-Leopard         |
| Gustav Larsson   | IAM                        |
| Jacek Morajko    | CCC Polsat Polkowice       |
| Martin Mortensen | Concordia Forsikring-Riwal |
| Marcello Pavarin |                            |

## Coureurs et encadrement technique

### Effectif
| Coureur             | Date de naissance | Nationalité | Équipe 2012                  | Équipe 2014                   |
| ------------------- | ----------------- | ----------- | ---------------------------- | ----------------------------- |
| Kris Boeckmans      | 13 février 1987   | Belgique    | Vacansoleil-DCM              | Lotto-Belisol                 |
| Grega Bole          | 13 août 1985      | Slovénie    | Lampre-ISD                   | Vini Fantini Nippo            |
| Thomas De Gendt     | 6 novembre 1986   | Belgique    | Vacansoleil-DCM              | Omega Pharma-Quick Step       |
| Romain Feillu       | 16 avril 1984     | France      | Vacansoleil-DCM              | Bretagne-Séché Environnement  |
| Juan Antonio Flecha | 17 septembre 1977 | Espagne     | Sky                          | Retraite                      |
| Johnny Hoogerland   | 13 mai 1983       | Pays-Bas    | Vacansoleil-DCM              | Androni Giocattoli-Venezuela  |
| Martijn Keizer      | 25 mars 1988      | Pays-Bas    | Vacansoleil-DCM              | Veranclassic-Doltcini         |
| Wesley Kreder       | 4 novembre 1990   | Pays-Bas    | Rabobank Continental         | Wanty-Groupe Gobert           |
| Sergueï Lagoutine   | 14 janvier 1981   | Russie      | Vacansoleil-DCM              | RusVelo                       |
| Maurits Lammertink  | 31 août 1990      | Pays-Bas    | Vacansoleil-DCM              | Jo Piels                      |
| Björn Leukemans     | 1er juillet 1977  | Belgique    | Vacansoleil-DCM              | Wanty-Groupe Gobert           |
| Pim Ligthart        | 16 juin 1988      | Pays-Bas    | Vacansoleil-DCM              | Lotto-Belisol                 |
| Bert-Jan Lindeman   | 16 juin 1989      | Pays-Bas    | Vacansoleil-DCM              | Rabobank Development          |
| Marco Marcato       | 11 février 1984   | Italie      | Vacansoleil-DCM              | Cannondale                    |
| Tomasz Marczyński   | 6 mars 1984       | Pologne     | Vacansoleil-DCM              | CCC Polsat Polkowice          |
| Barry Markus        | 17 juillet 1991   | Pays-Bas    | Vacansoleil-DCM              | Belkin                        |
| Wouter Mol          | 17 avril 1982     | Pays-Bas    | Vacansoleil-DCM              | Veranclassic-Doltcini         |
| Nikita Novikov      | 10 novembre 1989  | Russie      | Vacansoleil-DCM              | Suspension                    |
| Wout Poels          | 1er octobre 1987  | Pays-Bas    | Vacansoleil-DCM              | Omega Pharma-Quick Step       |
| Rob Ruijgh          | 12 novembre 1986  | Pays-Bas    | Vacansoleil-DCM              | Vastgoedservice-Golden Palace |
| José Rujano         | 18 février 1982   | Venezuela   | Androni Giocattoli-Venezuela | Boyacá se Atreve              |
| Mirko Selvaggi      | 11 février 1985   | Italie      | Vacansoleil-DCM              | Wanty-Groupe Gobert           |
| Rafael Valls        | 27 juin 1987      | Espagne     | Vacansoleil-DCM              | Lampre-Merida                 |
| Kenny van Hummel    | 30 septembre 1982 | Pays-Bas    | Vacansoleil-DCM              | Androni Giocattoli-Venezuela  |
| Boy van Poppel      | 18 janvier 1988   | Pays-Bas    | UnitedHealthcare             | Trek Factory Racing           |
| Danny van Poppel    | 26 juillet 1993   | Pays-Bas    | Rabobank Continental         | Trek Factory Racing           |
| Frederik Veuchelen  | 4 septembre 1978  | Belgique    | Vacansoleil-DCM              | Wanty-Groupe Gobert           |
| Willem Wauters      | 10 novembre 1989  | Belgique    | Lotto-Belisol U23            | Verandas Willems              |
| Lieuwe Westra       | 11 septembre 1982 | Pays-Bas    | Vacansoleil-DCM              | Astana                        |

### Encadrement
Daan Luijkx est manager général de l'équipe depuis sa création sous le nom Fondas Imabo-Doorisol en 2005. Les directeurs sportifs de l'équipe sont Jean-Paul van Poppel, Michel Cornelisse, Bob De Cnodder, Charles Palmans, Hilaire Van der Schueren et Aart Vierhouten. Hilaire Van der Schueren est arrivé en 2009, après la disparition de l'équipe Cycle Collstrop qu'il dirigeait. Jean-Paul Van Poppel est devenu directeur sportif de l'équipe en 2011. Aart Vierhouten rejoint l'encadrement de Vacansoleil-DCM en 2013. Il y a terminé sa carrière de coureur en 2009 et a ensuite été sélectionneur fédéral des catégories juniors et espoirs de l'Union royale néerlandaise de cyclisme.

## Bilan de la saison

### Victoires
| Date       | Course                                       | Pays       | Classe | Vainqueur         |
| ---------- | -------------------------------------------- | ---------- | ------ | ----------------- |
| 24/03/2013 | 7e étape du Tour de Catalogne                | Espagne    | WT     | Thomas De Gendt   |
| 12/05/2013 | 1re étape du Tour de Californie              | États-Unis | 2.HC   | Lieuwe Westra     |
| 16/06/2013 | 5e étape du Ster ZLM Toer                    | Pays-Bas   | 2.1    | Pim Ligthart      |
| 19/06/2013 | Championnat des Pays-Bas du contre-la-montre | Pays-Bas   | CN     | Lieuwe Westra     |
| 22/06/2013 | Championnat du Venezuela du contre-la-montre | Venezuela  | CN     | José Rujano       |
| 23/06/2013 | Championnat des Pays-Bas sur route           | Pays-Bas   | CN     | Johnny Hoogerland |
| 08/08/2013 | 1re étape de l'Arctic Race of Norway         | Norvège    | 2.1    | Kenny van Hummel  |
| 11/08/2013 | 2e étape du Tour de l'Ain                    | France     | 2.1    | Grega Bole        |
| 13/08/2013 | 4e étape du Tour de l'Ain                    | France     | 2.1    | Wout Poels        |
| 21/08/2013 | Druivenkoers Overijse                        | Belgique   | 1.1    | Björn Leukemans   |

### Résultats sur les courses majeures
Les tableaux suivants représentent les résultats de l'équipe dans les principales courses du calendrier international (les cinq classiques majeures et les trois grands tours). Pour chaque épreuve est indiqué le meilleur coureur de l'équipe, son classement ainsi que les accessits glanés par Vacansoleil-DCM sur les courses de trois semaines.

#### Classiques
| Classique            | Milan-San Remo            | Tour des Flandres     | Paris-Roubaix            | Liège-Bastogne-Liège  | Tour de Lombardie         |
| -------------------- | ------------------------- | --------------------- | ------------------------ | --------------------- | ------------------------- |
| Coureur (classement) | Juan Antonio Flecha (72e) | Björn Leukemans (18e) | Juan Antonio Flecha (8e) | Björn Leukemans (28e) | Juan Antonio Flecha (13e) |

#### Grands tours
| Grand tour           | Tour d'Italie      | Tour de France   | Tour d'Espagne     |
| -------------------- | ------------------ | ---------------- | ------------------ |
| Coureur (classement) | Rafael Valls (29e) | Wout Poels (28e) | Rafael Valls (43e) |
| Accessits            | -                  | -                | -                  |

### Classement UCI
L'équipe Vacansoleil-DCM termine à la dix-neuvième place du World Tour avec 125 points. Ce total est obtenu par l'addition des points des cinq meilleurs coureurs de l'équipe au classement individuel que sont Juan Antonio Flecha, 83e avec 52 points, Lieuwe Westra, 112e avec 23 points, Boy van Poppel, 114e avec 22 points, Björn Leukemans, 138e avec 14 points, et Wout Poels, 140e avec 14 points,. Le championnat du monde du contre-la-montre par équipes terminé à la 16e place ne rapporte aucun point à l'équipe.
| Rang | Coureur             | Points |
| ---- | ------------------- | ------ |
| 83   | Juan Antonio Flecha | 52     |
| 112  | Lieuwe Westra       | 23     |
| 114  | Boy van Poppel      | 22     |
| 138  | Björn Leukemans     | 14     |
| 140  | Wout Poels          | 14     |
| 145  | Thomas De Gendt     | 12     |
| 165  | Danny van Poppel    | 6      |
| 206  | Grega Bole          | 1      |
| 226  | Barry Markus        | 1      |